# Nazionale maschile di rugby a 13 della Repubblica Ceca
La nazionale di rugby a 13 della Repubblica Ceca è la selezione che rappresenta la Repubblica Ceca a livello internazionale nel rugby a 13. Il suo debutto risale al 2006 contro una selezione britannica, lo stesso anno ha anche giocato contro Serbia e Paesi Bassi ottenendo due sconfitte. L'anno seguente la nazionale ceca ha partecipato per la prima volta allo European Shield.